# 贝沙克和卡约
贝沙克和卡约（法語：Beychac-et-Caillau，法語發音：[beʃak e kajo]）是法国吉伦特省的一个市镇，属于波尔多区。

## 地理
贝沙克和卡约（44°52'12"N, 0°22'16"W）面积15.62 平方千米，位于法国新阿基坦大区吉倫特省，该省份为法国西南部沿海省份，是法國本土面积最大的省，北起滨海夏朗德省，西临大西洋，南至朗德省，东南接洛特-加龍省，东临多爾多涅省。
与贝沙克和卡约接壤的市镇（或旧市镇、城区）包括：圣叙尔皮斯和卡梅拉克、萨勒伯夫、蒙蒂桑、蓬皮尼亚克、圣日耳曼迪皮什、韦尔。

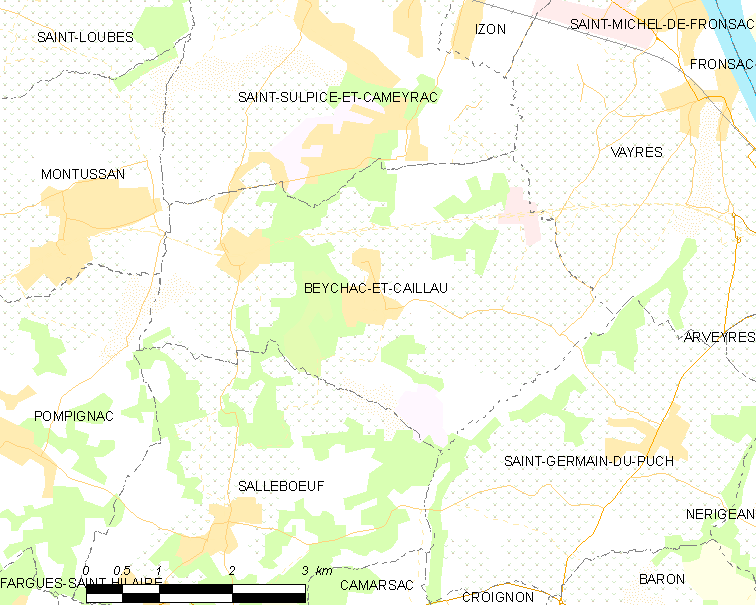
贝沙克和卡约的OSM定位图

贝沙克和卡约的时区为UTC+01:00、UTC+02:00（夏令时）。

## 行政
贝沙克和卡约的邮政编码为33750，INSEE市镇编码为33049。

## 政治
贝沙克和卡约所属的省级选区为半岛县。

## 人口

1962-2008年间贝沙克和卡约人口变化图示

贝沙克和卡约于2022年1月1日时的人口数量为2608人。